# Estadio Georgi Asparuhov
El estadio Georgi Asparuhov (en búlgaro: Стадион „Георги Аспарухов“), también conocido como Gerena (Герена), es un estadio de fútbol de Sofía, Bulgaria. Fue inaugurado el 10 de marzo de 1963, tiene una capacidad para 29 200 espectadores sentados y en él disputa sus partidos como local el Levski Sofia.

## Historia

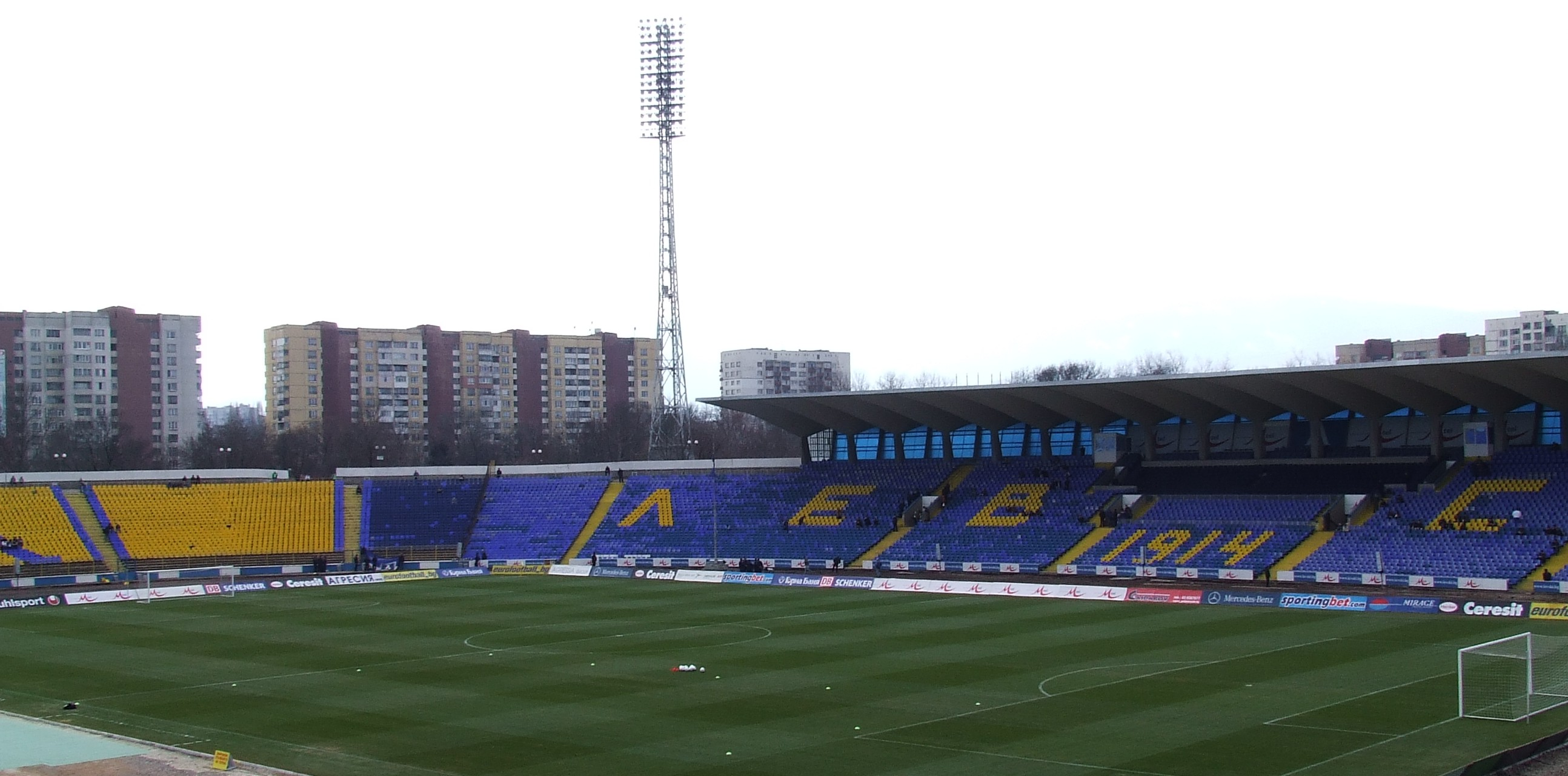
Interior del estadio.

En 1960 el Levski comenzó la construcción del estadio situado en el barrio de Gerena y fue llamado Stadion Levski. El arquitecto Lazar Parashkevanov tardó tres años en completar la edificación y los aficionados comenzaron a llamar al estadio Gerena, por el barrio en el que se emplazaba. El estadio se inauguró el 10 de marzo de 1963 en un partido de liga ante el PFC Spartak de Pleven. En el momento de su apertura, el estadio tenía capacidad para albergar 38 000 espectadores y la tribuna principal del Gerena estaba cubierta.
En 1971 el estadio fue renombrado a petición popular Georgi Asparuhov, en honor al mítico futbolista del Levski que había muerto trágicamente ese mismo año en un accidente de tráfico. En 1992 el estadio quedó cerrado al público por obras y el club se tuvo que trasladar al estadio Nacional Vasil Levski. Entre 1993 y 1997 el estadio fue sometido a una profunda renovación y se instalaron asientos de plástico en todo el recinto, por lo que su aforo se redujo considerablemente hasta los 29 200 espectadores actuales.